# Daewoo Leganza
Daewoo Leganza je automobil južnokorejskog proizvođača Daewoo a proizvodio se od 1997. – 2002. godine.

## Motori
- 2.0 L, 98 kW (133 KS)
- 2.2 L, 100 kW (136 KS)